# Crambomorphus madagascariensis
Crambomorphus madagascariensis is een insect uit de familie van de mierenleeuwen (Myrmeleontidae), die tot de orde netvleugeligen (Neuroptera) behoort. 
Crambomorphus madagascariensis is voor het eerst wetenschappelijk beschreven door van der Weele in 1907.